# رولکور

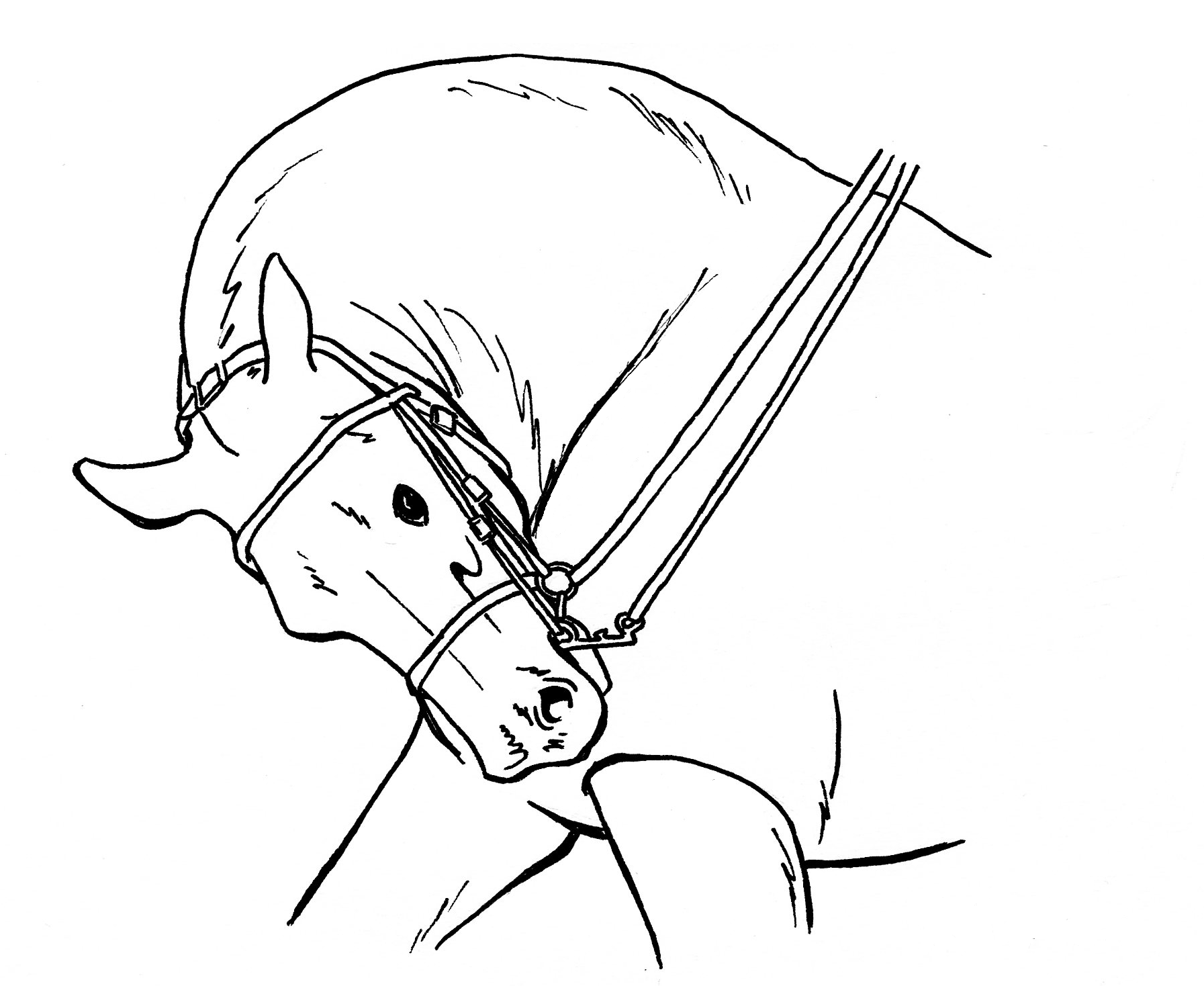
یک نقاشی هنری انتقادی و نشان دادن گردن اسب در حالت استفاده سخت از روش رولکر

رولکور (به آلمانی: Rollkur) یا خم کردن بیش از حد گردن اسب (به انگلیسی: hyperflexion of the horse's neck) متدی در ورزش سوارکاری است که با وارد کردن نیروی بیش از اندازه و به صورت پرخاشگرانه باعث خم کردن گردن اسب می‌شود. فدراسیون جهانی سوارکاری این متد را ممنوع اعلام کرده‌است.
فدراسیون جهانی سوارکاری بین رولکر و راندن اسب با سر پایین که بدون توسل به زور بدست می‌آید تمایز قائل شده‌است. روش رولکر برای مدتها در محافل سوارکاری روشی بحث‌برانگیز بود و شامل دادخواست‌ها و تحریم‌های زیادی (تهدید به تحریم در المپیک ۲۰۱۲ لندن) جهت ترویج ممنوعیت این روش نیز شد. با وجود مجادلات فراوان سوارکاران پرش با اسب و درساژ از این تکنیک استفاده می‌کردند. فدراسیون جهانی سوارکاری با انتشار ویدیویی از سوارکار سوئدی پاتریک کیتل که در زمان گرم کردن اسب خود در یکی از رقابتها که در کشور دانمارک بود از رولکر استفاده می‌کرد و در آن ویدیو زبان اسبش به علّت استفاده از رولکر به رنگ آبی درآمده بود، این روش را ممنوع کرد.
اصطلاح Rollkur اولین بار در مقاله ای در سال ۱۹۹۲ در مجله St. Georg در هامبورگ، توسط سردبیر «هاینتس مایر» استفاده شد.